# Марк Помпоний Руф
Вижте пояснителната страница за други личности с името Марк Помпоний.
Марк Помпоний Руф (на латински: Marcus Pomponius Rufus) e консулски военен трибун през 399 пр.н.е. с още пет колеги.
Произлиза от плебейската фамилия Помпонии, произлизаща от Помпо, син на Нума Помпилий и е вероятно син на Марк Помпоний (народен трибун 449 пр.н.е.).